# Pedresa portuguesa
La gallina pedresa portuguesa (en portugués, galinha pedrês portuguesa) es una raza autóctona originaria del norte de Portugal.
Esta es una raza que actualmente se distribuye por todo el territorio del Portugal continental, presentando una buena adaptación a su diversidad climática por su robustez y resistencia natural a las enfermedades. La pedresa portuguesa es de fácil crianza, requieriendo poco cuidado, especialmente en régimen abierto.